# 22 كاليوبي
22 كاليوبي كويكب كبير - من النوع أم في حزام الكويكبات اكتشفه جون راسل هند في 16 نوفمبر 1852. سمي باسم إلهات الإلهام بحسب الميثولوجيا الإغريقية القديمة كاليوبي .و يدور حوله قمر صغير يدعى لينوس.

## خصائص
كاليوبي ممدود الشكل إلى حد ما قطرة حوالي 166 كم،. وغير متماثل قليلا كما يتضح من الصور المقراب العظيم في المرصد الأوروبي الجنوبي هذا القطر الجديد، تم قياسه من خلال رصد الكسوف المتبادل بين كاليوبي ولينوس وهو أقل بنسبة 8٪ من ذلك المحسوب من رصد القمر الصناعي (إيراس).